# Северина Тенева
Северина Драганова Тенева е българска актриса.

## Биография
Родена е в град София на 30 септември 1945 година. Дъщеря е на Драган Тенев (1919 – 1999), български белетрист, журналист и изкуствовед. Внучка е на Ружа Тенева - Северина (1882 − 1953), първата българска поетеса, завършила Сорбоната. Дядо ѝ Димитър Тенев е художник.
Завършва ВИТИЗ „Кръстьо Сарафов" през 1967 г. със специалност актьорско майсторство. Работи в Пловдивския театър (1967 − 1969), Пазарджишкия театър (1969 – 1972) и Сатиричен театър „Алеко Константинов“ (1972 – 1980). Член на САБ (1967).
Съпруга на журналиста Асен Агов.
Дублира Йете Дайбелшмид в българския дублаж на детския сериен филм „Призраци в блока“ за Българската телевизия.
Северина Тенева умира на 38 години на 12 ноември 1983 г. в гр. София от рак.

## Театрални роли
- „Дипломат“ (С. Альошин) – Марсела
- „Среща“ (Лозан Стрелков)
- „Швейк през Втората световна война“ (Бертолд Брехт) – Кати
- „Час пик“ (Й. Ставински) – Божена

## Телевизионен театър
- „Обличането на Венера“ (1978) (Добри Жотев)
- „В люляковата градина“ (1977) (А. Салодар)

## Филмография
| Година      | Филми и Сериали                          | Серии | Копродукции | Роля                        |
| ----------- | ---------------------------------------- | ----- | ----------- | --------------------------- |
| 1987        | Детско капричио (тв)                     |       |             | втората майка               |
| 1984        | Спасението                               |       |             |                             |
| 1978        | Насрещно движение                        |       |             | проектантката               |
| 1978        | Коко и вълшебният тромпет                |       |             | учителка                    |
| 1978        | Дядо, вълчо, лисана, Шаро и котана       |       |             | лиса                        |
| 1977        | Хора отдалече                            |       |             | преводачката Николова       |
| 1976        | Трини – („Trini“)                        |       | ГДР         | Роза                        |
| 1976        | Реквием за една мръсница                 | 2     |             | (в „Синята безпределност“)  |
| 1974        | Селкор                                   |       |             | Кина                        |
| 1973        | Пикник                                   |       |             |                             |
| 1976        | Адютантът – („Der Adjutant“)             |       | ГДР         |                             |
| 1972        | Татул                                    |       |             |                             |
| 1971 – 1972 | Това спокойно всекидневие                | 3     |             |                             |
| 1971        | Гневно пътуване                          |       |             | Юлия, приятелката на Чавдар |
| 1971        | Във влака                                |       |             |                             |
| 1969        | Господин Никой                           |       |             | Лида                        |
| 1968        | Процесът                                 |       |             | приятелка на Бистра и Жан   |
| 1968        | Момчетата от площада – („Fiúk a térröl“) |       | Унгария     |                             |
| 1967        | Завръщане                                |       |             | Юлия                        |
| 1967        | Морето                                   |       |             | Жана                        |
| 1966        | Джеси Джеймс срещу Локум Шекеров         |       |             |                             |
| 1966        | Цар и генерал                            |       |             | момичето                    |
| 1965        | Васката                                  |       |             | момичето                    |